# 舞鶴基地

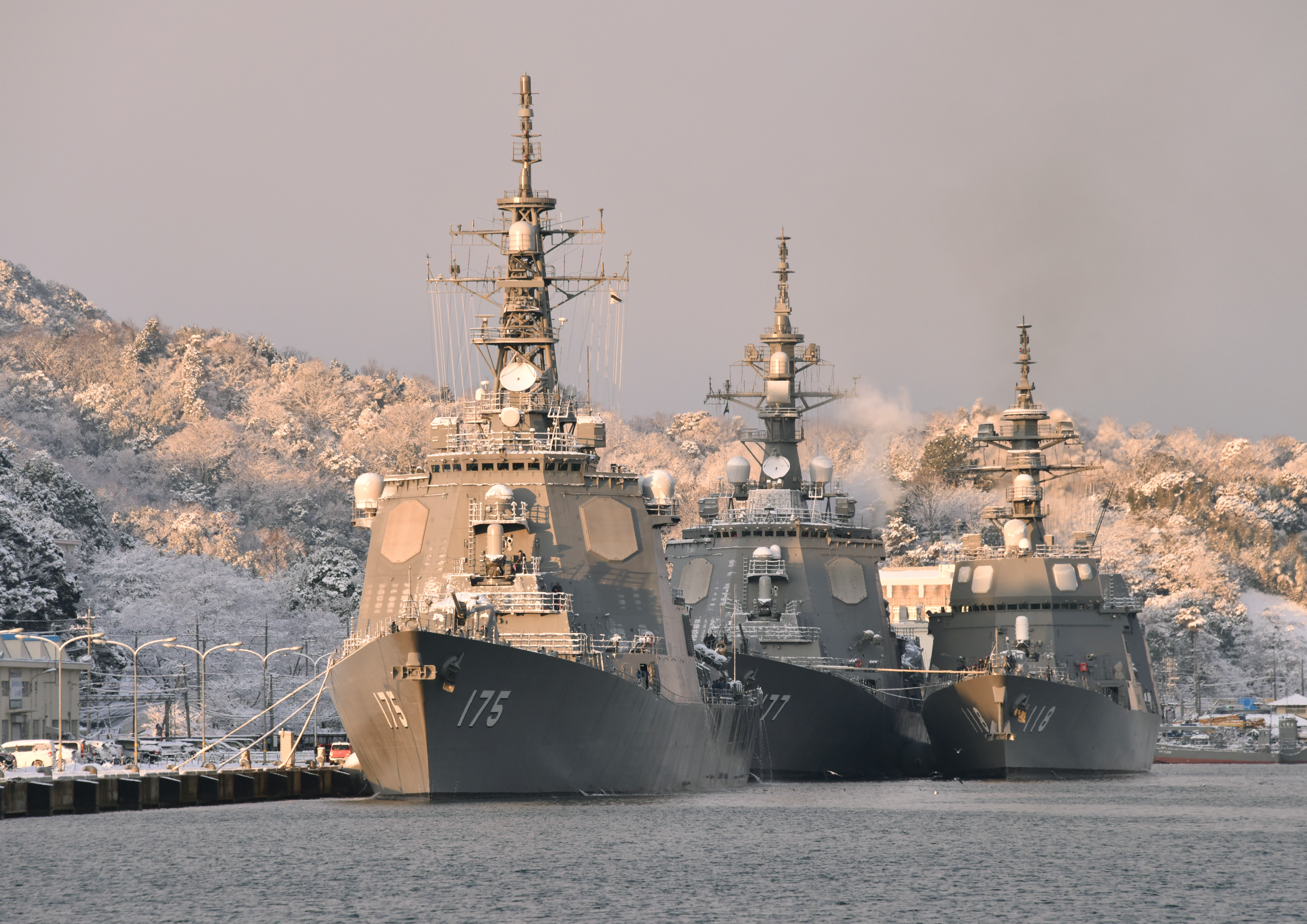
雪の舞鶴基地北吸岸壁

舞鶴基地（まいづるきち）とは、京都府舞鶴市字余部下1190、大字北吸小字北宿1059、大字浜小字浜2018、大字泉源寺小字知中175-2、大字長浜小字長浜1007、1008の複数の地区に所在している、舞鶴地方隊（JMSDF Maizuru District）の施設や所在部隊を総称しての通称であり、日本では海上自衛隊基地などという場合がある。日本海における海上自衛隊の最重要拠点。

## 概要

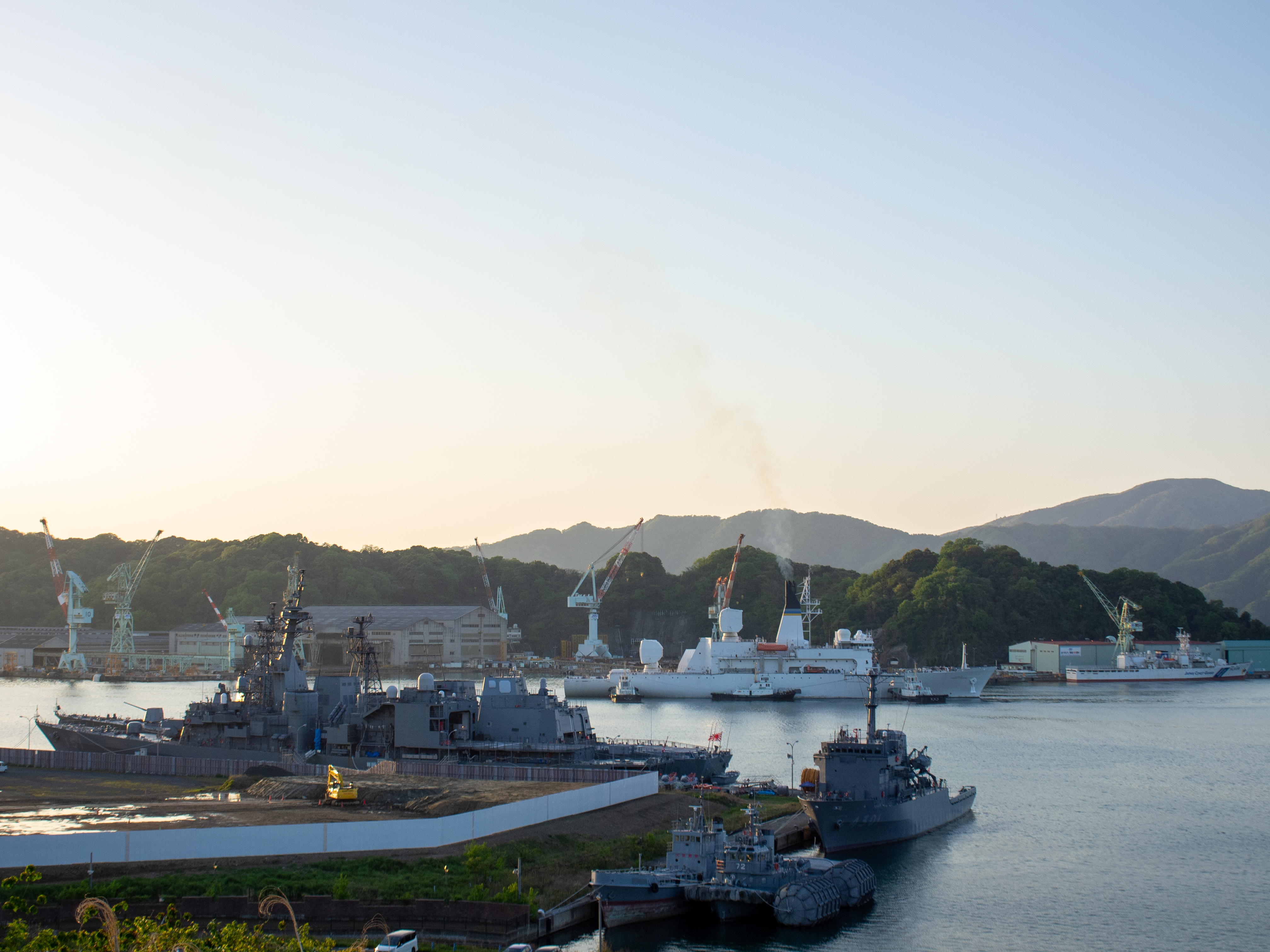
舞鶴基地北吸岸壁と、対岸のJMU舞鶴事業所。同事業所は修繕専門造船所であり、商船から自衛艦、米艦艇に至るまで点検整備を実施可能な重要施設。

舞鶴基地は、舞鶴港（舞鶴東港）に置かれており、そのルーツは1889年（明治22年）にさかのぼる。当時、対ロシアへの戦略上、日本海側に海軍の軍事拠点を設置する事が悲願となっていた日本海軍は湾口が狭く、それでいて水深が深く防御に適しており、また湾内は波静かで多くの艦船が停泊できるなど、軍港としては格好の地形であった舞鶴湾に白羽の矢を立て、鎮守府を舞鶴に設置することを決定した。1901年（明治34年）10月1日、帝国海軍の舞鶴鎮守府が開府して以来、軍港として利用されてきたが、敗戦により、舞鶴鎮守府は廃止となる。戦後は1952年（昭和27年）8月1日、海上自衛隊の前身である保安庁警備隊が発足すると同時に舞鶴地方隊が新編され、使用施設のほとんどが、旧海軍の施設をそのまま使用している。現在、舞鶴地方総監部があるのも旧海軍機関学校があった場所である。また、民間の造船所が近いのも特徴であり、北吸岸壁を取り囲むようにジャパン マリンユナイテッドや日立造船、その関連企業などが並び、舞鶴所在の艦艇は、ドック入りもスムーズに行えるのが特徴である。
舞鶴は、旧海軍時代は平時に戦艦は配備されず、ワシントン体制時代には閉鎖されるなど、他の鎮守府に比べ運用上軽視されてきた。戦後、海上自衛隊となってからも比較的旧型の艦艇が配備されていたが、近年は日本海側の最重要拠点として見直されており、北朝鮮の弾道ミサイル発射や工作船活動に備えるため、イージス艦が2隻、ミサイル艇が2隻配備されている。また直近では、隣接する大波燃料庫施設が拡充されるなど、島根県・山口県県境から秋田県・青森県県境までという広大な守備範囲を持つ、日本海側唯一の海上自衛隊の基地として増強が図られており、護衛艦隊隷下の第3護衛隊群第3護衛隊、第14護衛隊などが母港としている。

## 沿革
- 1952年（昭和27年）

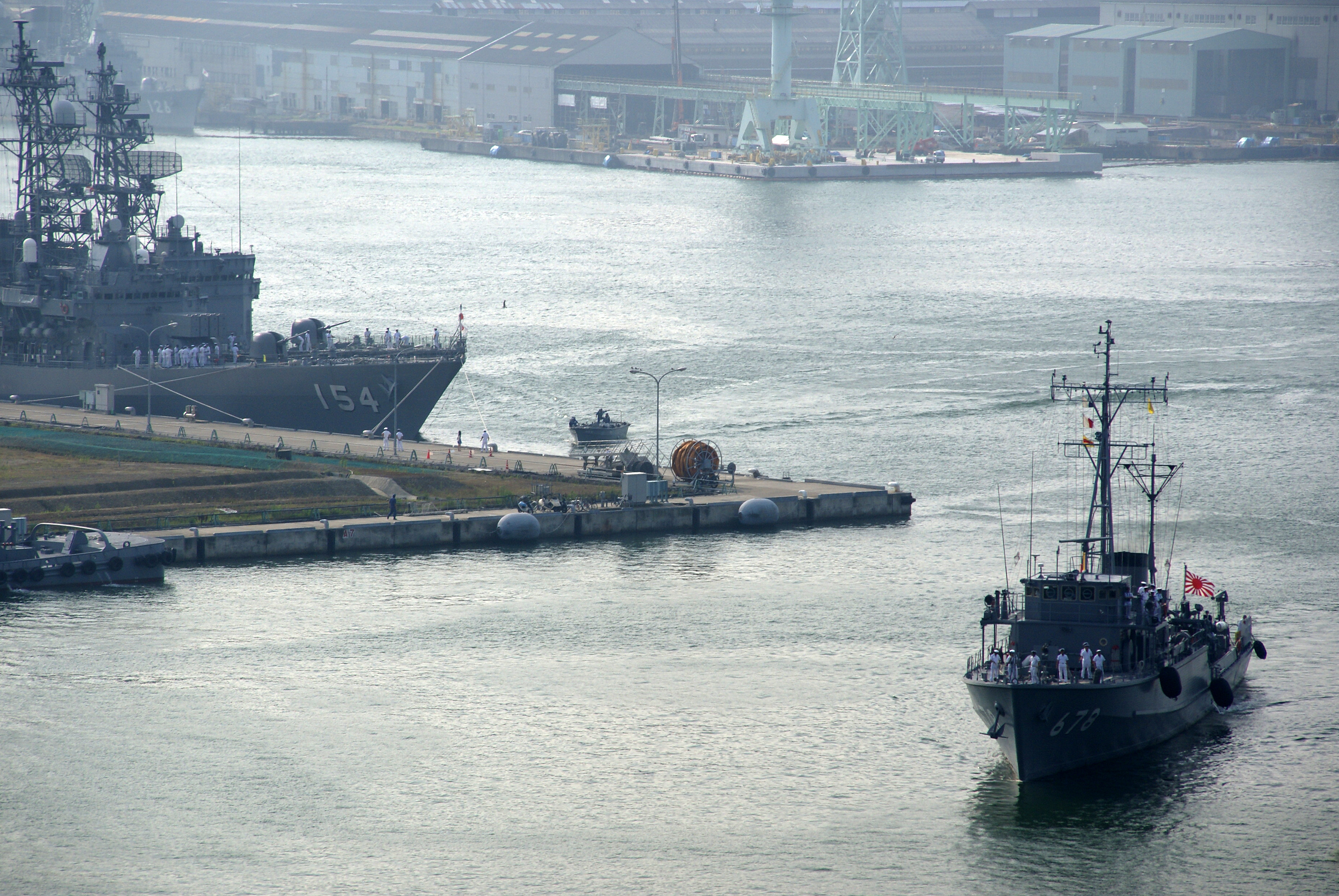
2007年当時の舞鶴基地

  - 8月1日：保安庁警備隊発足と同時に「舞鶴地方隊」が新編。
  - 11月10日：舞鶴地方総監部が松ヶ崎から余部に移転。
  - 12月27日：「舞鶴練習隊」が新編。舞鶴、新潟各航路啓開隊が廃止。
- 1953年（昭和28年）9月16日：「舞鶴基地警防隊」が新編。
- 1954年（昭和29年）12月1日：「海上自衛隊舞鶴地区病院」が開設。
- 1955年（昭和30年）5月1日：「舞鶴通信隊」が新編。
- 1957年（昭和32年）5月10日：舞鶴練習隊が「舞鶴教育隊」に改称。
- 1961年（昭和36年）2月1日：「舞鶴補給所」、「舞鶴工作所」及び「舞鶴水雷調整所」が新編。
- 1962年（昭和37年）3月20日：「舞鶴防備隊」が新編。舞鶴基地警防隊が「舞鶴警備隊」に改称。
- 1970年（昭和45年）3月2日：「舞鶴造修所」、「舞鶴衛生隊」が新編。 舞鶴工作所が廃止。
- 1975年（昭和50年）10月1日：「海上自衛隊第4術科学校」が開校。
- 1976年（昭和51年）5月11日：「舞鶴音楽隊」が新編。
- 1977年（昭和52年）12月27日：舞鶴防備隊に「水中処分隊」が新編。
- 1985年（昭和60年）7月1日：「舞鶴水雷整備所」が新編[2]。舞鶴水雷調整所が廃止。
- 1987年（昭和62年）7月1日：舞鶴防備隊が廃止。警備隊の組織改編及び「舞鶴基地業務隊」が新編。
- 1988年（昭和63年）4月8日：海上自衛隊舞鶴地区病院が共同機関化され、「自衛隊舞鶴病院」に改称。
- 1998年（平成10年）12月8日：補給整備部門の組織改編により、舞鶴補給所と舞鶴造修所が統合され「舞鶴造修補給所」に改編。舞鶴水雷整備所が「舞鶴弾薬整備補給所」に改編。
- 2002年（平成14年）
  - 3月22日：舞鶴通信隊が「舞鶴システム通信隊」に改編され、システム通信隊群隷下に編成替え。
  - 3月25日：舞鶴警備隊に「第2ミサイル艇隊」が新編。
- 2022年（令和04年）3月17日：自衛隊横須賀病院機能強化に伴い、自衛隊舞鶴病院が廃止され、同病院の施設を使用した診療所（19床）が舞鶴衛生隊隷下に新編[3][4][5][6]。

## 配置部隊等
- 舞鶴地方隊
  - 舞鶴地方総監部
  - 舞鶴造修補給所
  - 舞鶴警備隊
    - （直轄）ひうち (AMS-4301)
    - 第2ミサイル艇隊
      - はやぶさ (PG-824)
      - うみたか (PG-828)

    - 舞鶴水中処分隊
      - 水中処分母船1号 (YDT-01)

    - 舞鶴陸警隊

  - 舞鶴弾薬整備補給所
  - 舞鶴教育隊
  - 舞鶴音楽隊
  - 舞鶴衛生隊
  - 舞鶴基地業務隊
  - 第44掃海隊
    - はつしま (MSC-606)
    - あいしま (MSC-688)
- （護衛艦隊）
  - 第3護衛隊群
    - 司令部
    - 第3護衛隊
      - ひゅうが (DDH-181)
      - あたご (DDG-177)
      - みょうこう (DDG-175)
      - ふゆづき (DD-118)

  - 第14護衛隊
    - あさぎり (DD-151)
    - せとぎり (DD-156)
    - せんだい (DE-232)
    - やはぎ (FFM-5)
    - あがの (FFM-6)

  - （第1海上補給隊）
    - ましゅう (AOE-425)

  - （海上訓練指導隊群）
    - 舞鶴海上訓練指導隊
- （システム通信隊群）
  - 舞鶴システム通信隊
- （海上自衛隊警務隊）
  - 舞鶴地方警務隊
- 海上自衛隊第4術科学校
- （近畿中部防衛局）
  - 舞鶴防衛事務所

## 舞鶴航空基地
舞鶴航空基地（まいづるこうくうきち、Maizuru Air Station）は海上自衛隊舞鶴地方総監部管轄の飛行場。京都府舞鶴市にある。
舞鶴は海上自衛隊唯一となる日本海側の拠点であり、北朝鮮工作船などの暗躍に備え防備体制の増強の必要性が叫ばれていた。だが、近隣に今まで海上自衛隊の航空基地がなかったために、舞鶴港を母港とする第3護衛隊群に所属する護衛艦の搭載機は館山航空基地（千葉県）からその都度飛来しており、「舞鶴は欠陥基地」と指摘されていた。
そこで海上自衛隊は舞鶴市長浜地区の約22万m2の敷地に滑走路や管制塔・格納庫などを整備する計画を立案、1996年に着工した。そして2001年（平成13年）3月22日に完成し、当初、第21航空群第123航空隊隷下の舞鶴航空分遣隊が編成され、哨戒ヘリコプターSH-60J 6機が常駐し、2008年（平成20年）3月26日には舞鶴航空分遣隊が格上げされる形で、第21航空群隷下に第23航空隊が新編され、哨戒ヘリコプターも12機（SH-60J/K） に増強されるなど、日本海側の防備体制は強化されることとなった。

### 舞鶴航空基地沿革
- 2001年（平成13年）3月24日：舞鶴飛行場完成。第21航空群第123航空隊隷下に「舞鶴航空分遣隊」、「舞鶴整備補給分遣隊」、「舞鶴航空基地隊」が新編。
- 2002年（平成14年）
  - 2月：テロ対策特措法によるインド洋派遣（護衛艦搭載哨戒ヘリ）。以後合計4回派遣。
  - 4月3日：タンカー沈没事故に対し災害派遣。海面の油拡散状況調査を実施。
- 2004年（平成16年）
  - 10月：平成16年台風第23号による由良川氾濫水害に対し災害派遣。本基地所属のSH-60J等が、水没した観光バスの屋根に取り残された乗客を救助した。
  - 10月23日に発生した新潟県中越地震に対し災害派遣。
- 2006年（平成18年）8月：防衛庁が舞鶴航空分遣隊を航空隊に格上げすることを決定。
- 2007年（平成19年）
  - 3月25日に発生した能登半島地震に対し災害派遣。被害状況偵察を実施。
  - 4月15日に発生した三重県中部地震に対し災害派遣。被害状況偵察を実施。
  - 7月16日に発生した新潟県中越沖地震に対し災害派遣。被害状況偵察、人員・援助物資輸送を実施。
- 2008年（平成20年）1月23日：舞鶴～金沢の火傷急患輸送を実施（京都市消防局ヘリコプター飛行不能による災害派遣要請）
  - 2月12日：舞鶴湾において釣り筏からの転落者救助を実施。
  - 3月3日：経ヶ岬沖において遭難漁船捜索を実施。
  - 3月26日：舞鶴航空分遣隊が廃止。第21航空群隷下に「第23航空隊」が新編。常駐ヘリが6機から12機に増強。
  - 5月20日：水上バイク転覆遭難者捜索を実施。
  - 12月6日 - 12月7日：福井県高浜沖にてサーフィン中の行方不明者捜索を実施。
- 2009年（平成21年）
  - 7月6日 - 11月29日：海賊行為の処罰及び海賊行為への対処に関する法律によるソマリア沖海賊の対策部隊派遣（護衛艦艦載機）。以後、2020年1月現在で合計5回派遣。
  - 7月23日：兵庫県但馬地方における回転翼航空機の遭難に対し災害派遣。遭難機捜索を実施。
  - 9月3日：第23航空隊にSH-60Kが配備開始。
  - 11月2日：福井港において遭難した釣り人の捜索を実施。
- 2011年（平成23年）3月11日 - 8月31日：3月11日に発生した東日本大震災に対しSH-60J/SH-60Kを災害派遣（護衛艦艦載機）。
- 2015年（平成27年）3月12日：第23航空隊がSH-60Jの運用を終了。
- 2016年（平成28年）4月22日 - 5月4日：4月14日に発生した熊本地震 (2016年)に対し災害派遣。被災地における入浴支援部隊の一員として参加。
- 2023年（令和05年）3月16日：SH-60Kの8407号機が除籍。これは第23航空隊ではSH-60J 8259号機以来、約10年ぶりの除籍であり、初のSH-60K除籍であった[8]。

### 舞鶴航空基地配置部隊
- 第23航空隊
  - 隊本部
    - 総務室
    - 幕僚室
    - 先任伍長室

  - 第231飛行隊：SH-60K（コールサイン "OSPREY"）
  - 第231整備補給隊
  - 舞鶴航空基地隊